# یواس‌اس ال‌اس‌ام-۴۵
یواس‌اس ال‌اس‌ام-۴۵ (به انگلیسی: USS LSM-45) یک کشتی بود که طول آن ۲۰۳ فوت ۶ اینچ (۶۲٫۰۳ متر) بود. این کشتی در سال ۱۹۴۴ ساخته شد.